# ノロイ
『ノロイ』（英題: The Curse）は、2005年に公開された日本のホラー映画作品。

## ストーリー
2004年4月12日、怪奇ルポの第一人者である実話作家・小林雅文の自宅が全焼する事件が起こった。焼け跡からは妻の遺体だけが発見され、小林本人は失踪し現在も行方不明のままである。
小林はドキュメンタリー作品『ノロイ』を完成させたばかりであり、その内容があまりにも衝撃的だったため作品は世に出ることなく、お蔵入りとなっていた。
しかしプロデューサー・一瀬隆重が監督に白石晃士を抜擢し、映画という媒体で映像の発表を決意。約1年をかけ、追加取材・撮影の末に禁断の映画は完成する。
「隣の家から奇怪な音が聞こえる」という主婦からの依頼を小林は調査していた。主婦の隣人である石井潤子に取材を申し込むも拒否され、だがそのやりとりを撮影した映像には奇妙な音が録音されており、それは複数の赤ちゃんの泣き声であることが分析結果から判明する。小林は再度現場に向かうが石井はすでに転居しており、空き家にはハトの屍骸が散乱していた。その後、依頼者である主婦とその娘が交通事故により死亡する。
次に小林は、テレビ特番で興味を持った超能力少女・矢野加奈、自身の開催するトークショーでゲスト出演した女優・松本まりか、そして謎の霊能者・堀光男の取材を開始する。その過程で「禍具魂（かぐたば）」という謎の言葉に遭遇し、さらに調査を進めるうち、不可解な現象そして出会った人が次々と失踪・死亡していく事態が起こり始める。一連の事件を根本的に解決する手段を模索する小林は調査の末に、ダムに沈んだとある村でかつて行われていた祭り「鬼祭」にたどり着く。小林は松本と共に、元凶となる根源を絶つべく儀式を再現し、事態は収拾したかに見えた。
しかし、突如そこへ取り乱した堀が現れ、失踪した加奈の名前を叫びながら先導するようにダム付近の山を登り始める。後を追う小林だが、松本もまた発狂し山中に消え、奥に進む小林は異様な数の犬の死骸とおぞましい様相を呈した古い鳥居を見つける。
「多分ね、もう全部だめなんだよ。」加奈が失踪する以前につぶやいていた言葉。すでに、あの時点で小林は、恐るべき「ノロイ」に飲み込まれていたのであった。

## 構成
キャッチコピーは「みんな死んだ・・・」もしくは「全ては本当にあったこと、みんな死んだ」。
全編”ドキュメンタリー風のフィクション”で構成されており、いわゆるフェイクドキュメンタリーやモキュメンタリーにカテゴライズされる映画の一つである。中でも、第三者が発見したビデオを公開する設定のファウンド・フッテージ作品にあたる。
また、映画の主人公である小林雅文が公開しているブログや、書籍の出版社のホームページ、さらには小林雅文公認のファンブログなどのウェブサイトや小説などのメディアミックスにより、『ブレア・ウィッチ・プロジェクト』や『クローバーフィールド/HAKAISHA』のように現実とリンクさせ、物語を多角的に展開するプロモーションが行なわれた。

## スタッフ
- 製作：一瀬隆重
- 監督：白石晃士
- 脚本：白石晃士、横田直幸
- 撮影監督：湯口大輔
- 音楽：氷室マサユキ
- 音楽プロデューサー：慶田次徳
- 録音：小松先生
- 美術：安宅紀史
- 特殊造形：松井祐一
- 視覚効果：松本肇
- 編集：高橋信之
- 製作担当：青木義章
- キャスティング：山口正志
- ライン・プロデューサー：宮内眞吾
- 助監督：永関勇

## キャスト
- 小林雅文（こばやし まさふみ）　役：村木仁 - 主人公。怪奇実話作家。ドキュメンタリー映像作家。
- 石井潤子（いしい じゅんこ）　役：久我朋乃 - 小林が取材で出会った謎の女性。物語の鍵を握る重要人物。劇中では2回にわたって小林と出会うが、まともな会話はできず、小林と会う度に「なぜそんな言い方ができるんだ」という言葉を何度も繰り返す。
- 松本まりか - ある心霊番組の撮影に向かった事から呪いに巻き込まれる事になる。
- 堀光男（ほり みつお）　役：寺十吾 -「呪い電波」「霊体ミミズ」を警告する霊能者。全身をアルミホイルで覆った奇妙な格好をしており、不気味な言動・行動を繰り返す。呪い等に非常に敏感だが、対処する力は無い。
- 矢野加奈（やの かな）　役：菅野莉央 - 超能力を持つ少女。ある番組に出たことがきっかけで呪いに巻き込まれる。
- 石井潤子の家にいた少年　役：神林秀太
- 大沢真一（おおさわ しんいち）　役：柿澤隆史 - 小林が取材で出会った青年。彼もまた呪いに巻き込まれた人間の一人であり、後に呪いの犠牲になる。
- 矢野照之（やの てるゆき）　役：田野良樹 - 矢野加奈の父親。
- 矢野喜美子（やの きみこ）　役：長宗我部陽子 - 矢野加奈の母親。
- 小林景子（こばやし けいこ）　役：花井美代子 - 小林氏の妻。
- 宮島久志（みやじま ひさし） - 小林氏と行動を共にするカメラマン。ほぼ全編を通じ小林と行動を共にするも、全く危害を受けた様子がない。
- 君野みどり　役：岡田茉奈 - 松本まりかの後輩。後に呪いの犠牲になり命を落としてしまう。

映画内で放送された特番にはアンガールズ、飯島愛、ダンカン、荒俣宏、高樹マリア、号泣などが出演。

## プレミアム・エディション
本編映像の他にレンタル版や通常版のDVDには入っていない未公開シーンなどの映像特典が、計1時間19分収録されている。いずれも本編の延長上であるフェイクドキュメンタリー構成。初回生産版であれば、さらにアウターケースとカラー12Pの解説書が付録される。

### 未公開シーン
本編に登場する堀光男が持つ電磁波過敏症についてのワイドショーや、本編の冒頭で流れた小林雅文作品のロングバージョン、不可思議な現象を追うニュース映像など全13シーンを収録。計29分。

### 緊急リポート! かぐたばの真相を追え!!
映画『ノロイ』の公開後に広まった「”かぐたば”は日本中にある」と言う噂を調査する番組。司会に関口伸、ゲストに白石晃士が出演する。
リポーターを愛川ゆず季、鷲巣あやのが担当し、女子高生の流行語として使用される「渋谷のかぐたば」、湖の主「伝説のかぐたば」の一本釣り、ウガンダ共和国の伝統料理Kagutuba、森に潜むUMAかぐたば、嘉具田婆（かぐたば）と呼ばれ村人に恐れられる謎の老婆を調査するバラエティに富んだ内容。36分。

### 呪いから身を守る方法　呪い殺されないための10か条
ナレーションを杉山奈美枝が担当し、霊能者として宗優子、浄霊師として神島剣二郎が出演。呪いの定義・種類や、呪いへの具体的な対処方法を教示する内容。ただし、本編のために用意されたフィクショナルな作法ではなく、出演者２人が実際に行っているものが紹介されている。14分。

### 解説書
初回生産版付録。映画のあらすじや、時系列に並べた小林雅文の詳細なプロフィール、禍具魂に深く関係する「鬼祭」についてなどが記載されている。全12ページ。

## 関連テレビドラマ
TBSテレビで2005年8月24日放送の『日本のこわい夜〜特別篇』内に置いて、本作CMが流れた。同じくフェイクドキュメンタリー要素を含む作品でバラエティ番組のスタイルをとったホラードラマである。